# Autotelie
Der Ausdruck Autotelie (altgriechisch αὐτός autós, deutsch ‚selbst‘ und τέλος télos, deutsch ‚Ziel‘) und das Adjektiv autotelisch werden im Sinne von „Selbstzweck(-haftigkeit)“ oder auch „Unabhängigkeit“ gebraucht.

## Begriff
Die typische Verwendung im Kontext philosophischer Handlungstheorie sagt aus, dass eine Handlung kein anderes Ziel hat als sich selbst, also ursächlich und final intrinsisch motiviert ist. Ein Gegenbegriff ist Heterotelie (Unterordnung unter einen fremden Zweck), so z. B. explizit Wilhelm Traugott Krug.

## Phänomen
Auf die Frage einer Vortragsbesucherin, was denn nun der Sinn sei, sich einer so gefährlichen Unternehmung wie der Besteigung des Matterhorn auszusetzen, was doch schon einige hundert Bergsteiger mit dem Leben bezahlt hätten, beschreibt der Wagnisforscher Siegbert A. Warwitz das autotelische Erleben wie folgt:
Für den Sportler ist die Besteigung eines Berges eine Betätigung autotelischer Natur. Wer nicht in der Lage ist, das Selbstlohnende dieser Tätigkeit zu erleben, für den ist sie überflüssig von der Zweckbestimmung, uninteressant vom Nutzwert, unökonomisch in Bezug auf den Energiehaushalt, sinnlos im Gefahrenrisiko, eine Verschwendung von Geld und Lebenszeit.[…] Der Berg reizt und lockt den Bergsteiger, und dieser erlebt mit der Besteigung eine innere Bereicherung:
Schon der mühevolle Aufstieg kann im Bewusstsein des Bergsteigers, sich den Schwierigkeiten mit dem eigenen Kompetenzniveau voll gewachsen zu fühlen, eine fraglose Sinnhaftigkeit des Tuns bewirken, das keiner Außenbestätigung bedarf. Und das Erreichen des ausgesetzten Gipfels nach überstandenen Strapazen und bewältigten Risiken kann mit der Belohnung durch die selbst erarbeitete grandiose Aussicht auf die Bergwelt den Zustand einer rauschartigen Beglückung erzeugen, wofür der  ungarisch-amerikanische Glücksforscher Mihály Csíkszentmihályi erstmals den Begriff des Flow verwendete. Dieses Phänomen des wohligen, sich  selbst belohnenden Aufgehens in einer Tätigkeit ist jedoch schon lange vor der Begriffsfindung des ‚Autotelischen’ oder des mit ihm verbundenen ‚Flow’ von Spielwissenschaftlern wie etwa Hans Scheuerl entdeckt und mit Formulierungen wie „Entrücktsein vom aktuellen Tagesgeschehen“ oder „selbstgenügsames Spielen“ beschrieben worden. Es findet sich auch in einer ursprünglichen Idee des Sports als vom Spieltrieb beflügelter lustvoller Betätigung ohne Zweckausrichtung wieder. Nach Warwitz ist dieses zweckfreie, aber sinngetragene Agieren in Spiel und Bewegung noch besonders deutlich im selbst- und weltvergessenen Spiel von Kindern erkennbar, die ohne eine Einwirkung von außen ungestört spielen dürfen: „Autotelisches Erleben ist nicht außenbestimmt und außenmotiviert, bedarf keiner Außenbewertung. Es bestimmt, motiviert und lohnt sich selbst. Es ist sich selbst genug. Freude und Glücksempfinden entspringen der Tätigkeit selbst. Sie erwachen und erwachsen im erlebenden Individuum.“

## Historisches
Eine Autotelie im Sinne einer Selbstzweckhaftigkeit hatten z. B. Theoretiker des 18. Jahrhunderts im Kontext der Kunst und Ästhetik angenommen; Kant spricht später von einem „interesselosen Wohlgefallen“. Auch Roman Jakobson spricht ästhetischen Texten zu, nicht auf andere Gegenstände als sich selbst gerichtet zu sein und spricht hierbei von Autoreferenzialität (Selbstbezüglichkeit) und Autotelie. Auch in der Ethik fand der Begriff Verwendung; so wurde etwa die Formulierung des kantischen Kategorischen Imperativs in der Fassung, jederzeit die Menschheit zugleich als Zweck an ihr selbst, niemals bloß als Mittel zu gebrauchen, als dem Prinzip der Autotelie entsprechend beschrieben und formuliert, Autonomie schließe Autotelie ein. Neben dem Handeln und Wollen von Individuen kann auch sozialen Institutionen Autotelie zugeschrieben werden, sofern diese keinen fremdgesetzten Zwecken dienen. Paul Natorps idealistische Sozialphilosophie betont die Prinzipien der Freiheitlichkeit und Genossenschaftlichkeit und postuliert eine Überhöhung der Autonomie zur Autotelie des Willens und schließlich der Autopoiese (Selbst-Wirksamkeit).
William Stern verwendet den Begriff der Autotelie in seinem philosophischen Hauptwerk Person und Sache. System der philosophischen Weltanschauung zur Bezeichnung eines einer Person immanenten Zwecks. Solche Zwecke dienen entweder der Selbsterhaltung oder der Selbstentfaltung. Gegenbegriff ist die Heterotelie, die auf fremden und von außen an eine Person herangetragenen Zwecken beruht.